# 小行星18796
小行星18796（18796 Acosta）是一颗绕太阳运转的小行星，为主小行星带小行星。该小行星于1999年5月10日发现。

## 轨道参数
小行星18796的轨道半长轴为2.2855048 UA，离心率为0.1569113。